# 瓦列里·霍德姆丘克
瓦列里·伊里奇·霍德姆丘克（羅馬化：Valerii Illich Khodemchuk；1951年3月24日—1986年4月26日），切尔诺贝利核电站2号反应堆车间主循环泵高级操作员。1986年4月25日至26日晚，他在切尔诺贝利核电站值夜班，成为切尔诺贝利事故的第一个受害者。

## 生平
霍捷姆楚科1951年3月24日出生于基辅州伊萬基夫區克羅皮夫尼亞村。
他于1978年3月在普里皮亚季的切尔诺贝利核电站开始了他的职业生涯。曾任集中供热及地下通信部（热力及地下通信车间）锅炉操作员、高级锅炉操作员、主循环泵操作员、4号机组主循环泵RC-2高级操作员。
1986年4月26日晚，霍捷姆楚科在4号机组主循环泵的一间泵房内，对设备进行预定的安全切换测试结果进行汇报。莫斯科时间01时23分45秒，4号动力装置发生一系列强烈爆炸。爆炸摧毁了核反应堆和周围的建筑物，包括主循环泵。瓦莱里·霍捷姆楚科是切尔诺贝利事故中第一个死亡的人，因为推测他在事故发生的瞬间就被埋在建筑残骸下。

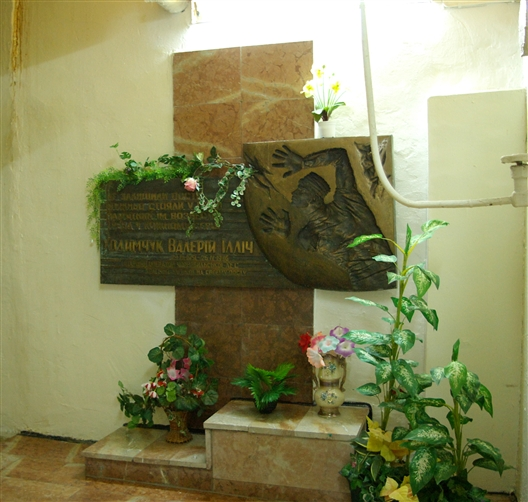
4号反应堆建筑物内的瓦莱里·霍捷姆楚科纪念碑。

霍捷姆楚科的遗体至今未被找到，据推测他被埋在反应堆建筑的废墟下。在他遇难的泵房以东，石棺内部隔墙的一侧建有纪念霍捷姆楚科的纪念碑。1998年，莫斯科的米京斯科耶公墓立了一座纪念他的衣冠冢，那里也是因扑灭切尔诺贝利事故大火而牺牲的消防员和核电站工人的安息之地。

## 荣誉
1986年12月24日，瓦莱里·霍捷姆楚科被追授荣誉勋章勋章。2008年，时任乌克兰总统维克多·尤先科追授瓦莱里·霍捷姆楚科三级勇气勋章。

## 媒体
在2019年HBO迷你剧《切尔诺贝利》中，瓦莱里·霍捷姆楚科由演员基兰·奥布莱恩饰演。

## 链接
- 在Find a Grave上的瓦列里·霍德姆丘克